# Charlemagne: By the Sword and the Cross
Charlemagne: By the Sword and the Cross es un álbum de estudio publicado en 2010 por Christopher Lee. Se trata del primer disco de estudio de Lee en el género del metal, habiendo colaborado previamente con las bandas Rhapsody of Fire y Manowar. El videoclip de la canción «The Bloody Verdict of Verden» fue publicado en junio de 2012, y un año después salió al mercado la secuela del disco, Charlemagne: The Omens of Death.
Lee ganó el premio Spirit of Metal en la gala de los Metal Hammer Golden Gods el mismo año del lanzamiento del disco. El galardón le fue entregado por el guitarrista Tony Iommi.

## Lista de canciones
Todas las letras escritas por Marie-Claire Calvet y toda la música compuesta por Marco Sabiu.
1. "Overture" – 2:53
2. Act I:
  1. "Intro" – 1:34
  2. "King of the Franks" – 7:14
3. Act II:
  1. "Intro"  – 1:46
  2. "The Iron Crown of Lombardy"  – 8:12
4. Act III:
  1. "Intro"  – 3:26
  2. "The Bloody Verdict of Verden"  – 6:16
5. Act IV:
  1. "Intro"  – 2:31
  2. "The Age of Oneness Out of Diversity"  – 6:07
6. Act V:
  1. "Intro"  – 2:09
  2. Starlight  – 4:40
7. "Finale"  – 3:57
8. "Iberia"  – 5:10
9. "The Bloody Verdict of Verden" (Instrumental)  – 6:20

## Créditos

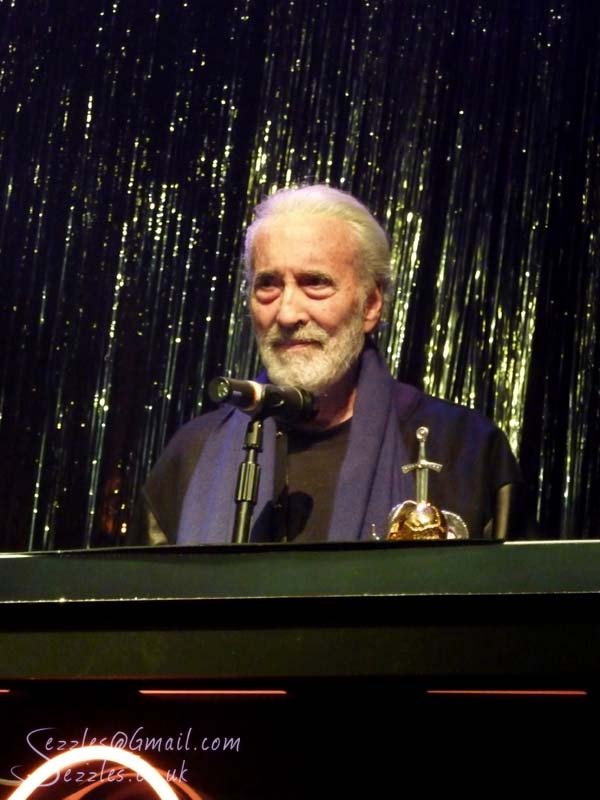
Christopher Lee recibiendo el premio Spirit of Metal en 2010.

### Cantantes
- Christopher Lee – Carlomagno fantasmagórico
- Vincent Ricciardi – Carlomagno joven
- Lydia Salnikova – Hildegard
- Phil SP – Pinino el Breve
- Mauro Conti – Adriano I
- Christi Ebenhoch – voces adicionales
- Dave "Grav" Cavill – voces adicionales
- John Wistow – coros
- European Cinematic Symphony Choir – coros

### Músicos
- Tony Newton – bajo
- Corrado Canonici – doble bajo
- Ollie Usiskin – batería
- Chris Jones – guitarra
- Matt Pearce – guitarra
- Raffaello Gentili – guitarra
- Leigh Alexandra – teclados
- European Cinematic Symphony Orchestra – orquestación

### Producción
- Juan Aneiros – producción
- Monica Tong – asistente de producción
- Juan Ramírez – coproducción
- Corrado Canonici – producción ejecutiva
- Andy Jackson – ingeniería, masterización
- Marco Sabiu – orquestación